# Frédéric Sausset
Pour les articles homonymes, voir Sausset (homonymie).
Frédéric Sausset, né le 13 février 1969 à Blois, est un chef d’entreprise, pilote automobile et conférencier français, quadri-amputé à la suite d’un accident bactériologique en 2012. Il est connu pour avoir participé et terminé les 24 Heures du Mans 2016, une première mondiale en sport automobile pour un pilote avec un tel handicap. 
Il a créé en 2018 la première filière internationale de pilotes de haut niveau en situation de handicap, avec pour principal objectif d’emmener un équipage majoritairement composé de pilotes handicapés aux 24 Heures du Mans, ce qu'il a réalisé en 2021 avec une Oreca LMP2 07 #84.
Il exerce désormais une activité de conférencier et d'audit en accessibilité et en mobilité.

## Biographie
Frédéric Sausset a grandi dans un environnement entrepreneurial et automobile. Ses grands-parents puis ses parents ont tenu des concessions d'automobiles et de poids lourds à Blois. Il entreprit des études de commerce international, obtenant un Brevet de technicien supérieur (BTS) en 1991. Il a entamé sa vie professionnelle comme vendeur automobile. Il a ensuite géré depuis 1998, avec son épouse Frédérique, des magasins de vente de textile à Blois, Vendôme et Châteaudun, et, ironie du sort, il s'est toujours fait remarquer par « l'intérêt qu'il a porté à la démarche d'accessibilité à tous dès les années 2007-2008 »,.
En parallèle, Il a occupé des fonctions dans les organismes patronaux. Il fut pendant trois ans président de la Fédération Blésoise du commerce, et de 2011 à 2012, vice-président commerce de la chambre de commerce et d'industrie de Loir-et-Cher.

### Accident
En juillet 2012, en vacances dans les Landes en famille, il est victime d’une bactérie à toxine foudroyante qui a entraîné une septicémie nécrosante, infection extrêmement rare. Après une égratignure en apparence banale sur un doigt, Frédéric Sausset est tombé dans le coma. Après plus d'un mois en soins intensifs à l’hôpital de Bayonne et un transfert à l’unité des grands brûlés du Centre hospitalier régional universitaire de Tours, les médecins ont dû se résoudre à l’amputation de ses bras et de ses jambes. Il a lutté contre la mort plusieurs semaines avant de sortir du coma fin août 2012,.
Le 17 octobre 2012, il entrait au centre de rééducation de Bel-Air à La Membrolle-sur-Choisille près de Tours. Il ne sortit pas du milieu hospitalier avant mai 2013, subissant plusieurs opérations.

### Carrière de pilote
Dès l'hiver 2012, privé de ses quatre membres, à la recherche d'un défi personnel, Frédéric Sausset s'inventa le pari fou de participer aux célèbres 24 Heures du Mans en étant le 1er pilote de l'histoire avec un tel handicap à piloter à ce niveau de performances. Il fonda en 2013 le Sausset Racing Team 41 (SRT41),,.
C'est un exploit d’autant plus remarquable qu’il n’avait jamais disputé de course automobile. Il obtint le soutien de Christophe Tinseau, pilote professionnel (onze participations aux 24 Heures du Mans), de Pierre Fillon (président de l'ACO), de Vincent Beaumesnil, directeur sport de l’Automobile Club de l’Ouest (ACO), entité organisatrice des 24 Heures du Mans, du Dr Wolfgang Ullrich, patron de l'écurie Audi Sport Team Joest (treize victoires aux 24 Heures du Mans), de Jean Todt, président de la Fédération internationale de l'automobile et de nombreux autres. Un stand lui fut réservé aux 24 Heures du Mans, le Garage 56 ou 56e Stand, dédié aux projets expérimentaux.
En février 2014, grâce au support de son assureur Axa, notamment à la suite de la rencontre avec son président Jacques de Peretti, il prit le volant d’une Ligier JS 53 EVO CN, préparée par l’écurie Onroak, équipée d’un appareillage spécifique : deux longues tiges reliant les pédales à deux plaques disposées sous ses cuisses, pour accélérer et freiner avec ses cuisses ; le moignon du bras droit emboîté dans une prothèse, elle-même fixée sur le volant par une cheville amovible, pour diriger la voiture ; plus une boîte de vitesses automatique ainsi qu’un siège « éjectable » pour s'extraire en cas d’accident.
À partir de mars 2015, Frédéric Sausset est engagé dans le championnat VdeV, où il dispute, en compagnie de Christophe Tinseau, 5 courses (Circuit de Barcelone, Motorland Aragon, Circuit Paul-Ricard, Magny-Cours, Circuit d'Estoril) avec une constante et remarquée progression. Les courses de Frédéric Sausset étaient ralenties par les changements de pilotes, sa mise en place dans l’habitacle nécessitant environ quatre minutes contre trente secondes pour un pilote valide.
À partir de février 2016, Frédéric Sausset se familiarisait avec un prototype Morgan LMP2. En mars 2016, sur le Circuit de Silverstone, il terminait 31e[réf. nécessaire]de la première manche du championnat European Le Mans Series (ELMS) avec Christophe Tinseau, et Jean-Bernard Bouvet. En avril, au Mans, en championnat VdeV, en compagnie de Christophe Tinseau, la Morgan se qualifia en première ligne, disputant une partie de la course en tête, avant de devoir abandonner.

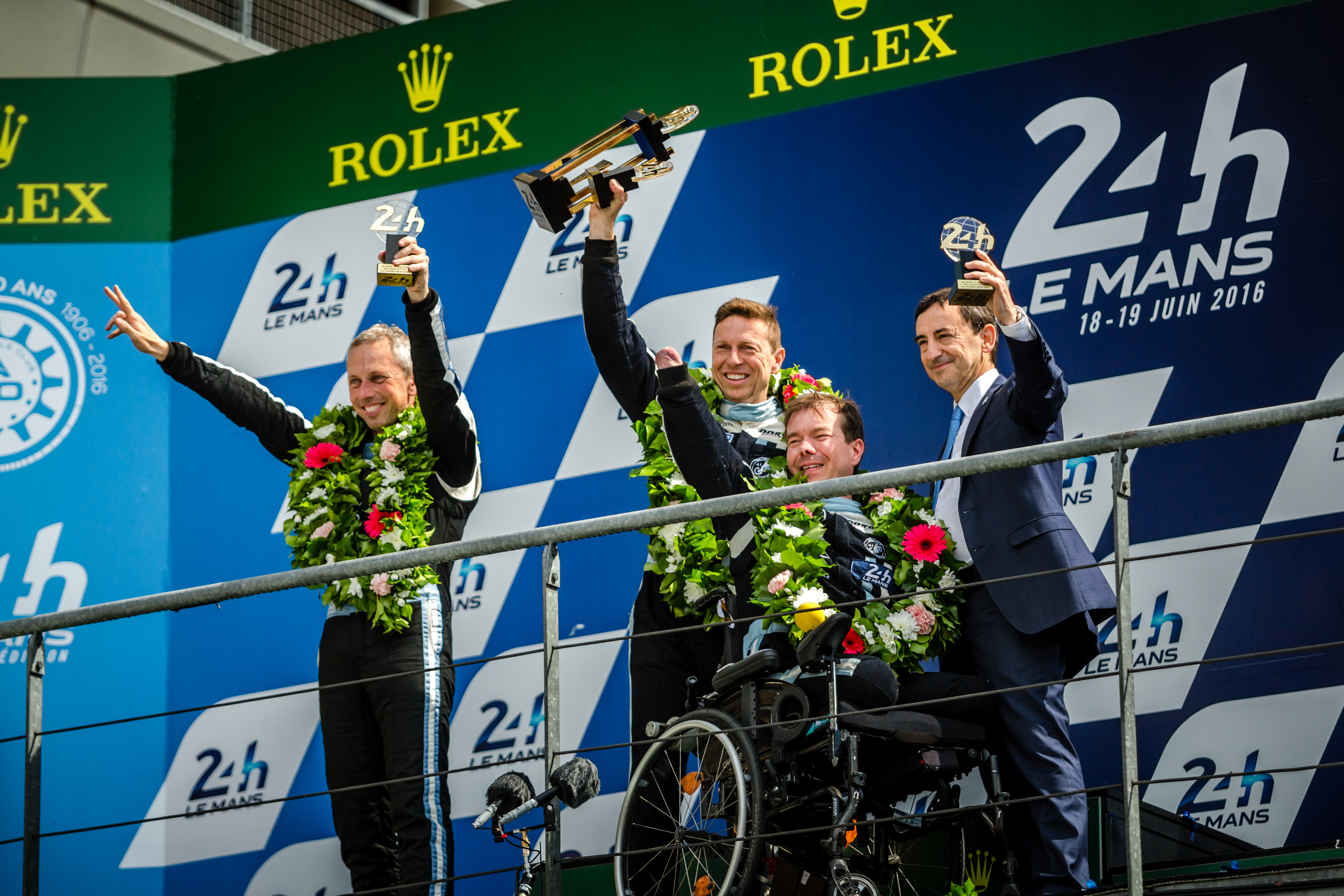
Frédéric Sausset aux 24h du Mans 2016 (podium).
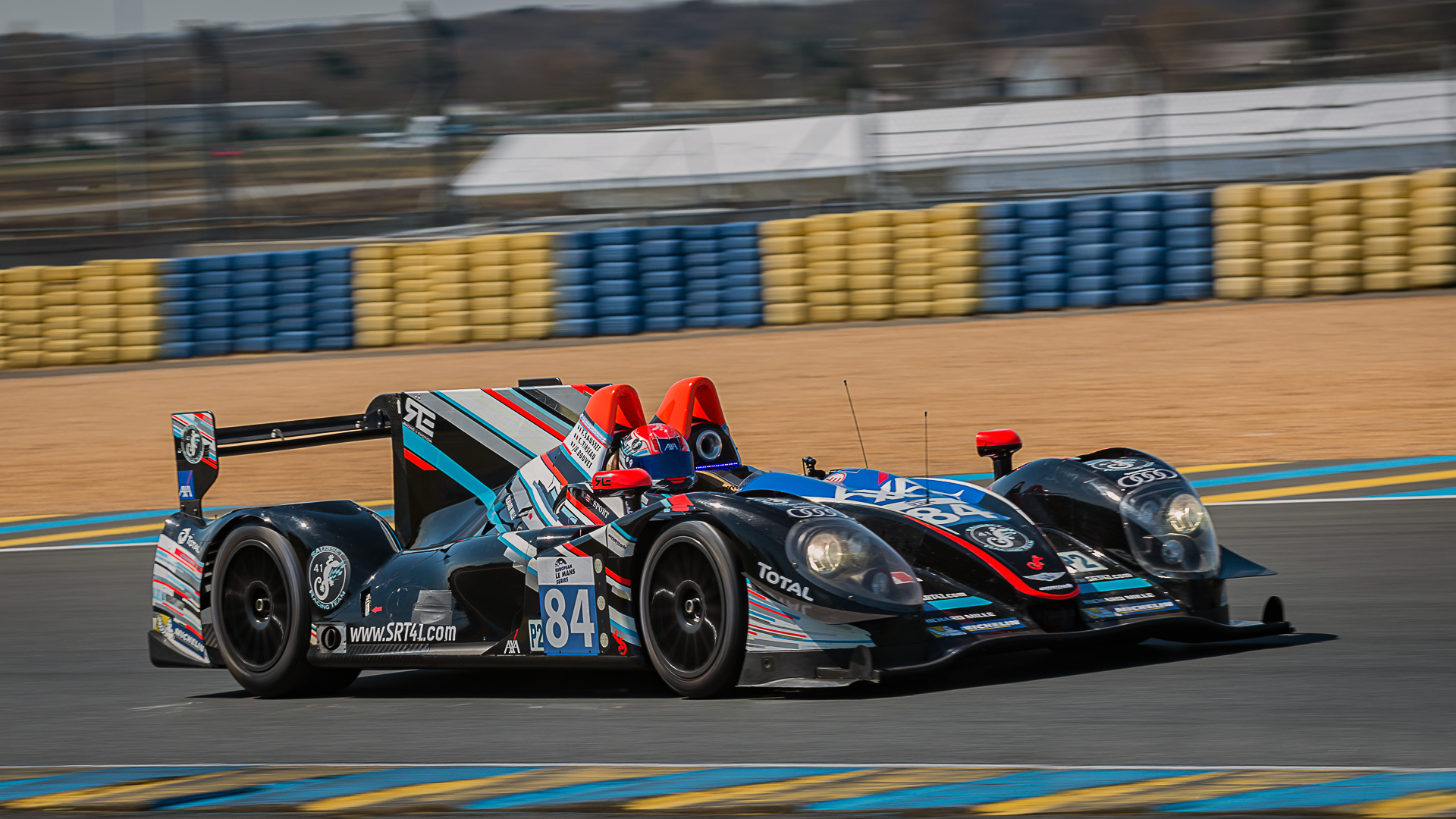
Frédéric Sausset au volant de la Morgan LMP2.
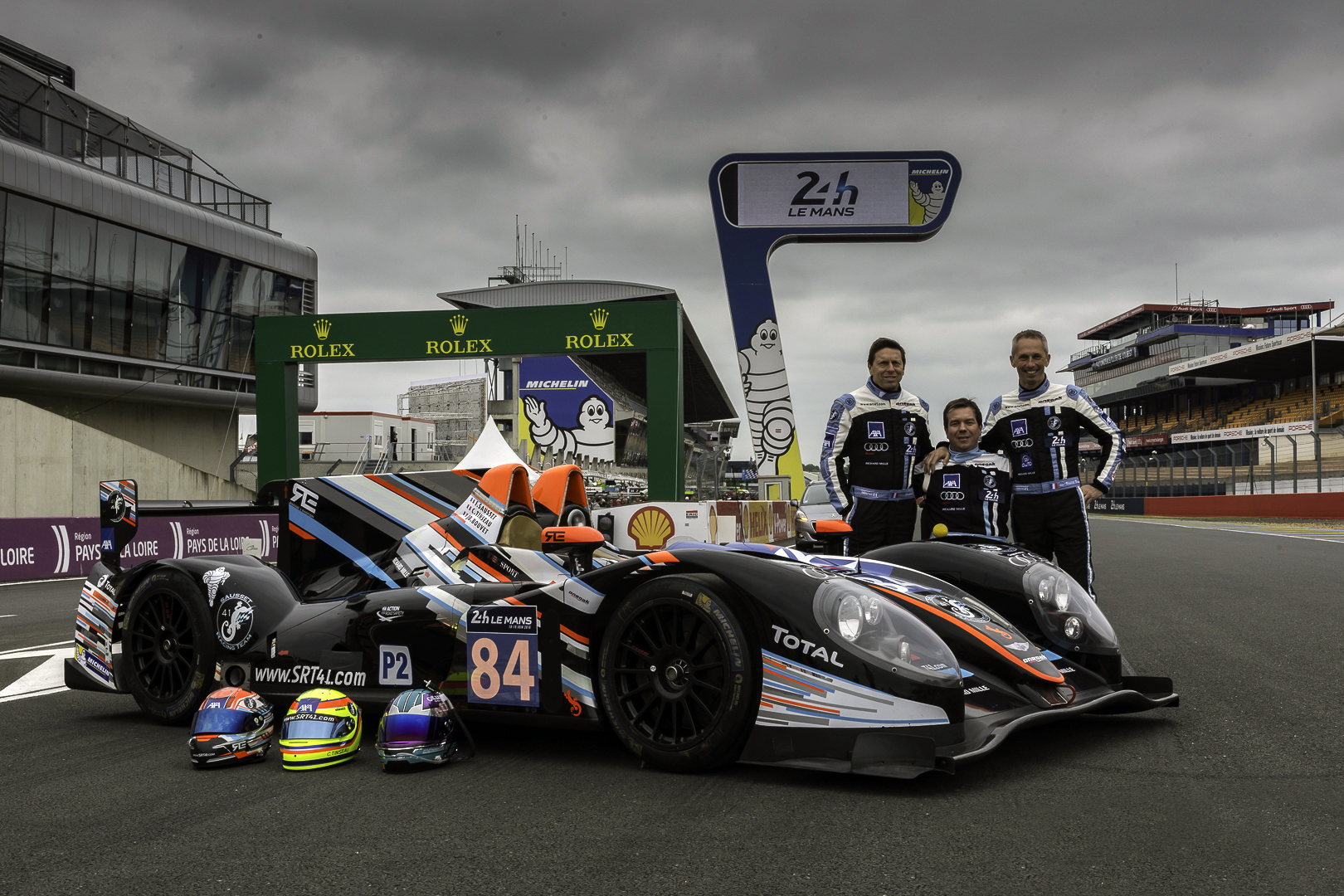
Frédéric Sausset avec ses coéquipiers.

### 24 Heures du Mans
Frédéric Sausset et ses deux équipiers ont participé aux 24 Heures du Mans 2016,,. L'équipage réussit l'exploit de terminer l'épreuve en se classant au 36e rang sur 60 de la course, malgré une panne d'embrayage qui leur a coûté, durant la nuit, 1 h 30 d'arrêt au stand pour changement.
C'est une première mondiale pour un quadri-amputé. Dans le domaine des pilotes handicapés, certains pilotes, comme l’Italien Alessandro Zanardi ou le Suisse paraplégique Clay Regazzoni, avaient disputé des courses de haut niveau, mais ils conservaient l’usage de leurs bras et aucun n'avait participé à la course des 24 Heures du Mans, la référence dans les courses d'endurance.
En décembre 2016 à Vienne en Autriche, à l'occasion de la Cérémonie de Remise des Prix de la FIA et devant l'élite des sports mécaniques, il reçoit des mains du président de la FIA Jean Todt, le premier « Prix Spécial du Président » de l'histoire de cette fédération.
En février 2017, en préfecture du Loir-et-Cher, il est fait chevalier de l'Ordre national du Mérite par le préfet et directeur de cabinet du président du Sénat Gérard Larcher, Gilles Lagarde.

### Filière Frédéric Sausset
Depuis, Frédéric Sausset met en œuvre une filière pour permettre aux pilotes en situation de handicap d'accéder au sport automobile de haut niveau. Il présentera un équipage inédit composé d'au moins 2 pilotes handicapés aux 24 Heures du Mans et en ELMS en 2021 pour une nouvelle grande première mondiale.[Passage à actualiser]
En parallèle, il a développé une activité de conférencier et de conseil en inclusion et en aménagement et devient ambassadeur principal d'une marque novatrice de fauteuil autoporté.